# Санна Марін
Санна Мірелла Марін (фін. Sanna Mirella Marin; нар. 16 листопада 1985, Гельсінкі) — прем'єр-міністр Фінляндії з 10 грудня 2019 до 20 червня 2023 року. Соціал-демократка, колишня депутатка парламенту (2015—2023), колишня міністерка транспорту та зв'язку (6 червня — 10 грудня 2019 року).
8 грудня 2019 року, після того, як Антті Рінне пішов із посади прем'єр-міністра, Соціал-демократична партія Фінляндії обрала Марін своєю кандидаткою на посаду нового прем'єр-міністра. 10 грудня Марін стала наймолодшою у світі чинною прем'єркою, наймолодшою прем'єркою в історії Фінляндії та третьою жінкою-головою уряду країни (після Аннелі Яаттеенмякі та Марі Ківініемі).
Уряд Санни Марін активно надавав підтримку Україні у відбитті воєнної агресії Росії. 25 травня 2022 року Марін відвідала Україну. 10 березня 2023 відвідала Київ.

## Життєпис
Санна Марін народилася в Гельсінкі. Сім'я була бідною, батько Марін сильно пив. Перші роки життя Марін провела на зйомних квартирах у Весала, неблагополучному спальному районі Гельсінкі. Батьки Санни розлучилися, коли вона була малою. Після цього її мати була у стосунках із жінкою, і Марін виросла в одностатевій сім'ї. Вихована двома матерями, Марін описує себе як вихідку з «веселкової сім'ї».
Сім'я переїхала в Тампере, де у 2004 році Марін закінчила школу в громаді Пірккала. Під час навчання у школі Марін пішла працювати спочатку в пекарні, а потім касиркою в універмазі.

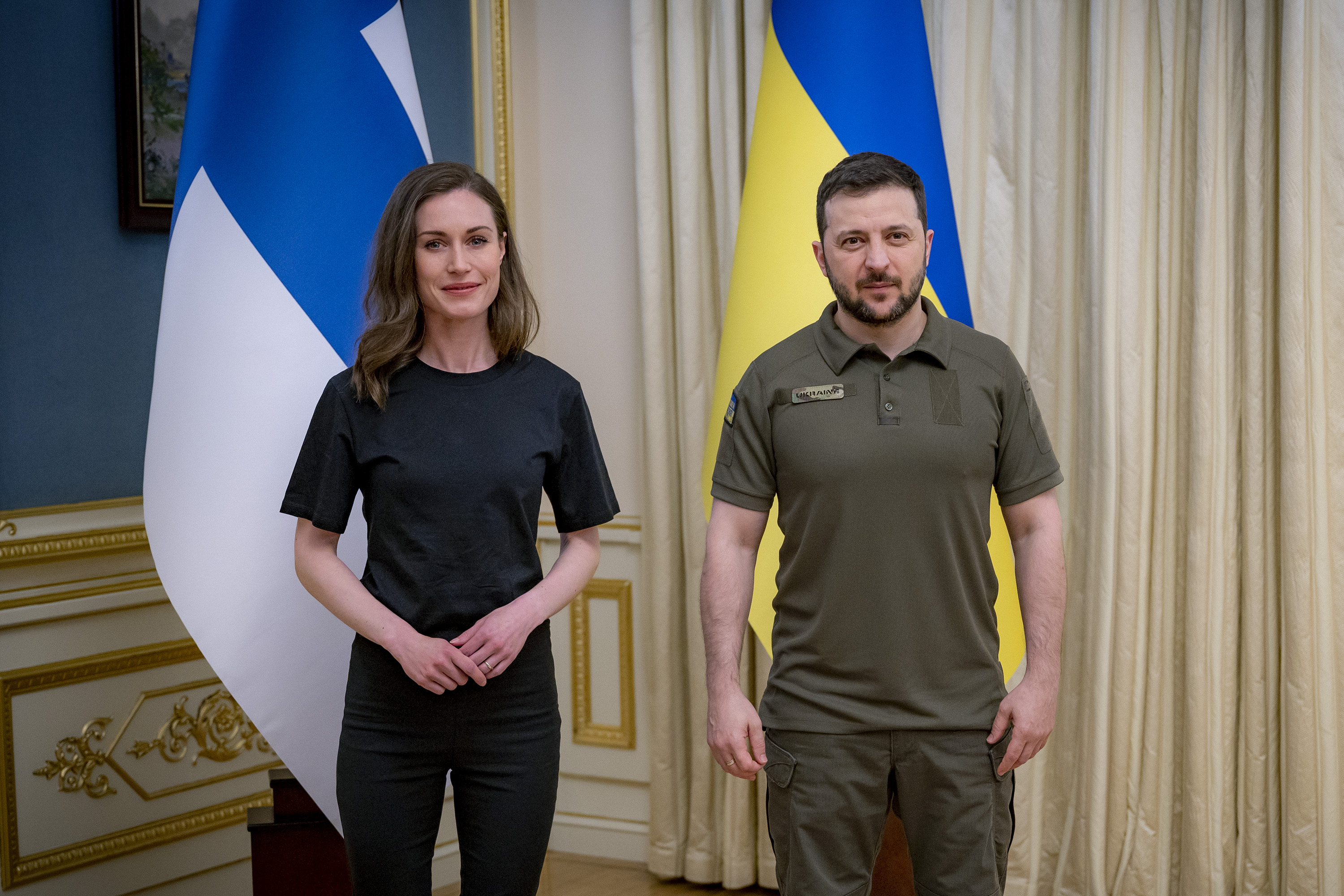
Санна Марін і президент України Володимир Зеленський 26 травня 2022 року

У 2012 році закінчила бакалаврат університету Тампере. У 2017 році здобула ступінь магістра. Санна стала першою у своїй родині, хто здобула вищу освіту.
1 серпня 2020 року Санна Марін одружилася з Маркусом Ряйккьоненом. 20 січня 2018 року народила дочку Емму.. Проживали — в районі Калева в Тампере, але під час пандемії COVID-19 проживали в Кесяранті. Марін сказала, що якби мала вибір, то переїхала б до сільської місцевості. У травні 2023 року пара подала заяву на розлучення. У січні 2024 року процес розлучення було завершено.
Марін є вегетаріанкою.

## Кар'єра
У 2006 році Санна Марін вступила до Соціал-демократичної партії Фінляндії. У 2012 році обрана до міської ради Тампере. Голова міської ради з 2013 до 2017 року. У 2017 році переобрана до міської ради.
На парламентських виборах 19 квітня 2015 року обрана до едускунти від виборчого округу Пірканмаа. Переобрана за результатами парламентських виборів 14 квітня 2019 року.
Друга заступниця голови Соціал-демократичної партії з 2014 року. 23 серпня 2020 року на партійному з'їзді в Тампере одноголосно обрано головою Соціал-демократичної партії. Змінила Антті Рінне.
Санна Марін здобула портфель міністра транспорту і зв'язку в кабінеті Рінне, сформованому 6 червня 2019 року. Улітку 2019 року на 120-річчі Соціал-демократичної партії заявляла про свою підтримку ідеї скорочення робочого тижня (або робочого дня до 6 годин), що після її обрання прем'єркою деякі ЗМІ помилково витлумачили як політику нового уряду.
8 грудня 2019 року на внутрішньопартійному голосуванні Санна Марін була обрана прем'єр-міністеркою. Вона замінила Антті Рінне, який подав у відставку 3 грудня через політичну кризу. Другим кандидатом висувався Антті Ліндтман, голова фракції в парламенті. Марін здобула 32 голоси, Ліндтман — 29. 10 грудня Едускунт затвердив кандидатуру Санни Марін на посаду прем'єра. У кабінеті Марін, сформованому з представників 5 партій, 12 жінок і 7 чоловіків. Санна Марін була наймолодшим прем'єр-міністром у світі з 10 грудня 2019 року до 7 січня 2020 року (цього дня федеральним канцлером (головою уряду) Австрії призначили 33-річного Себастьяна Курца).
Під час пандемії COVID-19 у 2020 році кабінет Марін запровадив у Фінляндії надзвичайний стан.
Коли прем'єр-міністр Швеції Стефан Левен не зміг бути присутнім на засіданні Європейської ради в жовтні 2020 року через похорон своєї матері, Марін представляла Швецію на засіданні. Зі свого боку, Марін попросила Левена представляти Фінляндію на засіданні Ради пізніше в тому ж місяці.

### Скандали
У період з 2021 по 2022 Санна Марін стала мішенню ряду гучних звинувачень, в усіх з яких була виправдана.
25 травня 2021 року фінські ЗМІ повідомили, що Марін та її сім'я щомісяця витрачали близько 300 євро на продукти за рахунок державних коштів в рамках неоподатковуваної житлової пільги прем'єр-міністра в офіційній резиденції Кесяранта. Законність звичного порядку, що існував десятиліттями, була поставлена під сумнів, оскільки в правилах надання житлових пільг прямо не згадувалося про забезпечення продуктами харчування. Пізніше з'ясувалося, що сума витрат становила 850 євро на місяць. Марін та її сім'я використали близько 14 363,20 євро на послуги громадського харчування у вигляді сніданків і холодних вечерь в офіційній резиденції прем'єр-міністра з січня 2020 року по травень 2021, що дорівнювало 845 євро на місяць. Марін стверджувала, що не знає, скільки коштує цей ліміт. Виявилося, що виплатами займалися державні службовці в Офісі прем'єр-міністра (VNK), і Марін не була поінформована про поточні витрати на житло. Сім'я Марін проживала в резиденції Кесяранта незвично багато, як для прем'єр-міністра, через обмеження та практичні потреби під час пандемії. Через суперечки щодо витрат на продукти Марін довелося розвіяти припущення, що державні гроші також були витрачені на її весілля, заявивши, що вони з чоловіком «оплатили всі наші весільні витрати самі». У грудні 2022 року Офіс канцлера юстиції у своєму юридичному висновку виправдав Марін за незаконні дії і заявив, що вона має право не довіряти державним службовцям, яких Офіс звинуватив у незаконних діях.
На початку грудня 2021 року Марін з друзями відвідала нічний клуб у Гельсінкі; раніше того дня вона контактувала з міністром закордонних справ Фінляндії, у якого згодом виявився позитивний тест на COVID-19, що наражало прем'єр-міністра на небезпеку зараження. Марін поінформували про це та повідомили, що їй не потрібно самоізолюватись, оскільки вона повністю вакцинована, а заступник держсекретаря запевнив її, що вона не потребує самоізоляції. Пізніше тієї ж ночі на робочий телефон Марін надійшли два текстових повідомлення з попередженням про те, що їй все ж слід самоізолюватись. Однак Марін не отримала цих повідомлень, оскільки вона мала при собі лише парламентський робочий телефон; урядовий робочий телефон має інші обмеження щодо використання з погляду безпеки. Очевидно, вона не перевірила, чи отримала оновлення, і тому не отримала жодних повідомлень на свій депутатський телефон. На відео з камери телефону Марін у нічному клубі, опублікованому журналом 7 Päivää, який висвітлив цю історію, видно, як Марін на танцполі перевіряє свій смарт-годинник на наявність повідомлень.

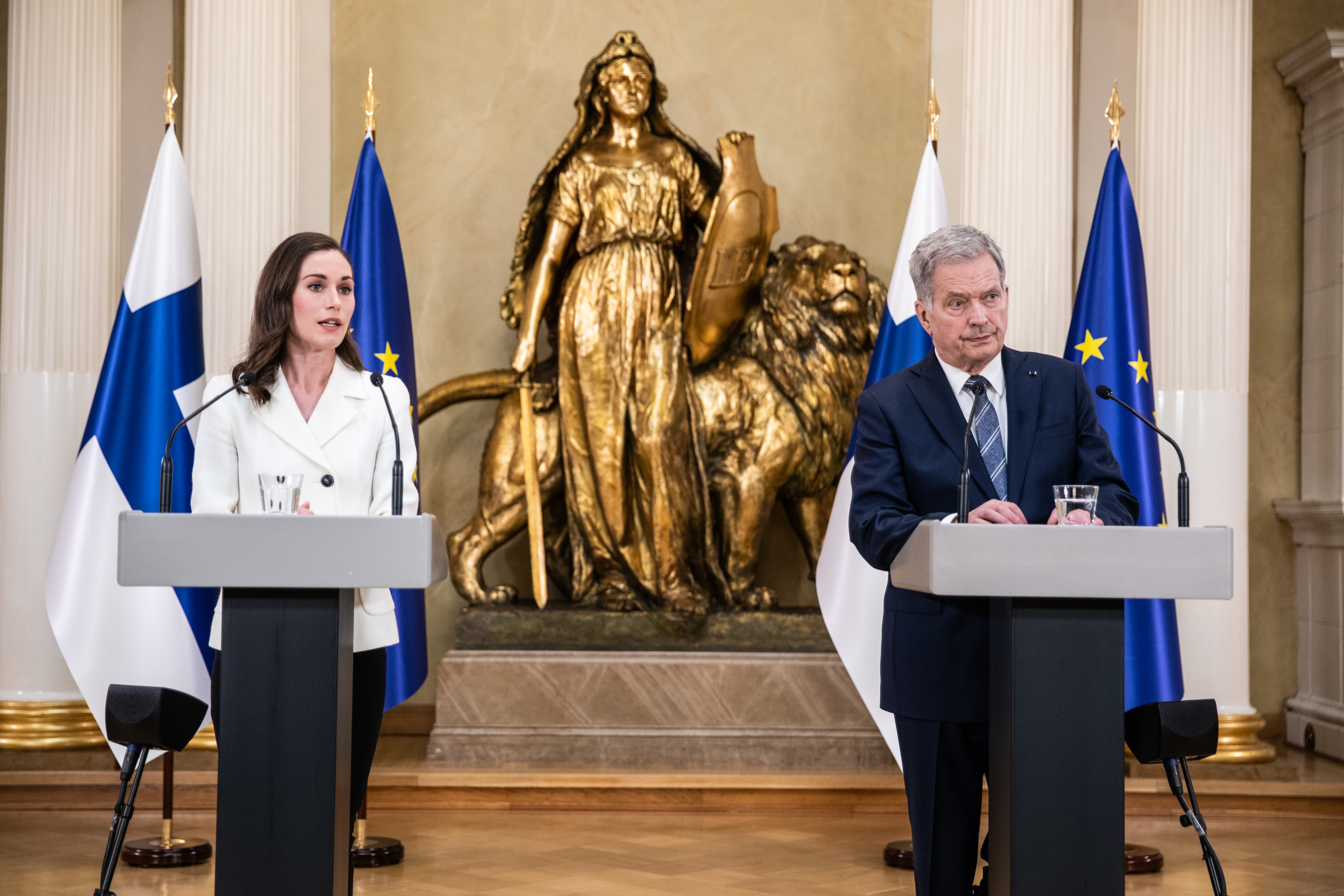
Нііністе та Марін оголосили про намір Фінляндії подати заявку на членство в НАТО 15 травня 2022 року

За словами Марін, їй сказали, що виходити на вулицю дозволено, оскільки вона повністю вакцинована. Наступного дня вона отримала інформацію, що це не так, тому вона пояснила відсутність оновленої поради і вибачилася за необачність у Facebook. Дві скарги на поведінку Марін були подані Канцлеру юстиції, який згодом виправдав її. Відомі члени Центристської партії, партнера по п'ятипартійному коаліційному уряду Марін, стверджували, що Марін збрехала їм, змінивши свої пояснення подій; однак вони не надали доказів того, де це сталося.
У серпні 2022 року витік відеозаписів вечірки та танців Марін у приватній квартирі в Гельсінкі став надбанням громадськості і став вірусним. У відповідь на те, що Марін назвала «серйозними звинуваченнями в публічному просторі» щодо вживання наркотиків, вона добровільно пройшла тест на наркотики 19 серпня «для власного юридичного захисту, щоб розвіяти будь-які сумніви», тест був негативним. Подальші суперечки розгорілися після того, як у мережу потрапила фотографія друзів Марін з вечірки в офіційній резиденції прем'єр-міністра, на якій були зображені дві жінки, що цілуються топлес, з написом «Фінляндія», що прикриває груди. Марін вибачилася за фото і назвала його «недоречним».

### Законодавство про права саамів

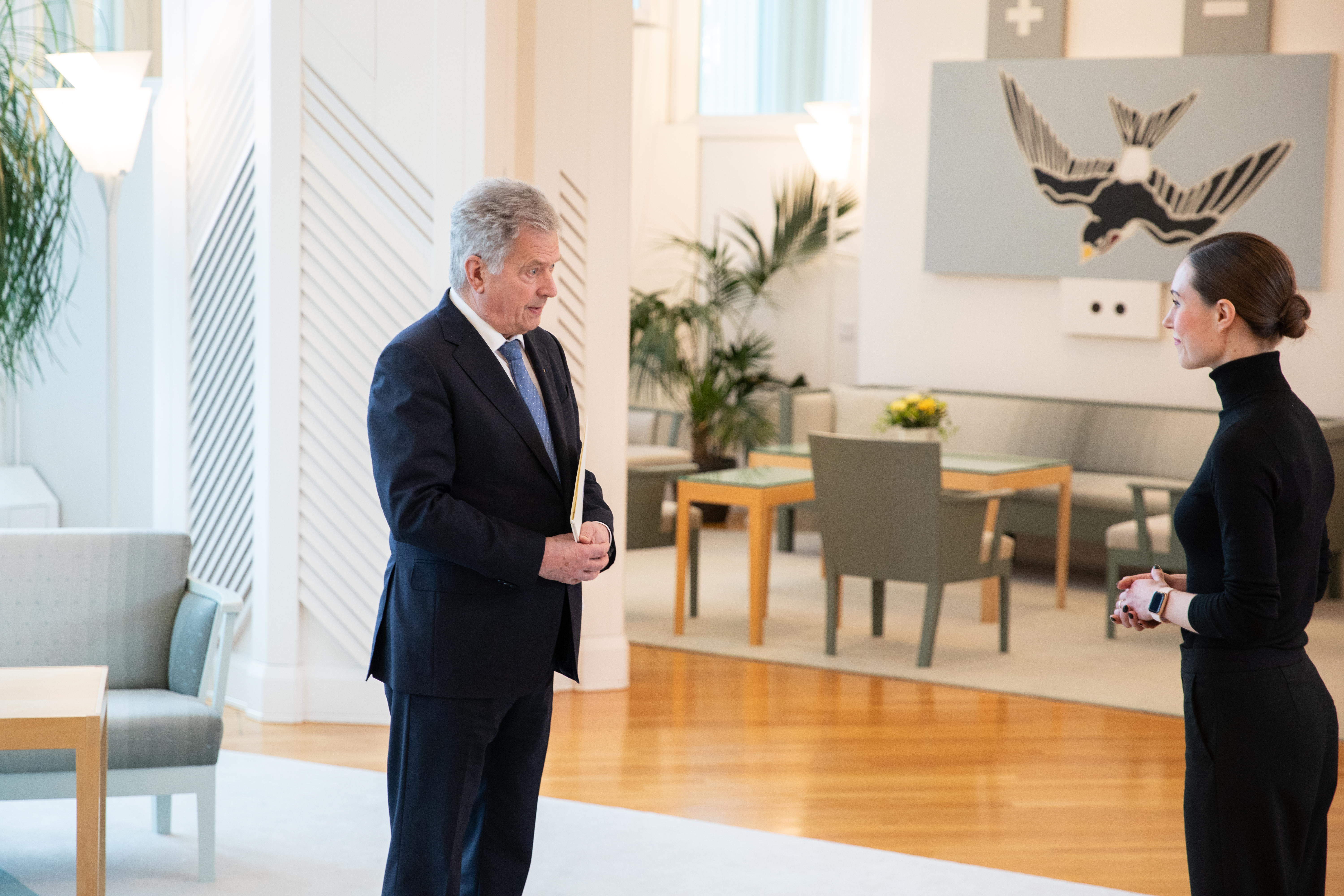
Прем'єр-міністр Марін подала прохання про відставку від Урядової ради Президенту Саулі Нііністьо 6 квітня 2023 року

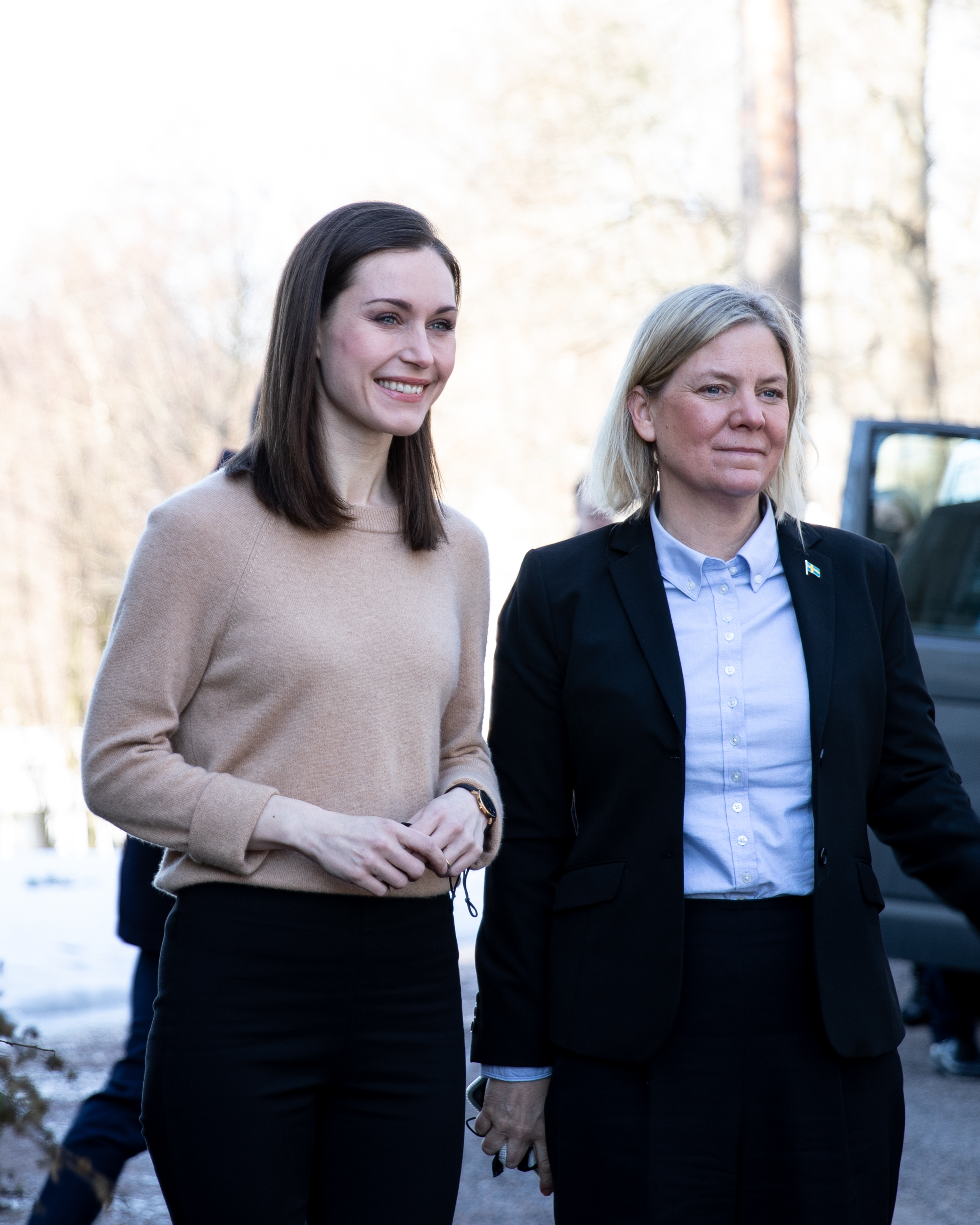
Санна Марін та Магдалена Андерссон в Гельсінкі в березні 2022 року

У жовтні 2022 року Санна Марін вибачилася перед корінним народом саамів за затримки в реформі законодавства про права людини саамів. Законопроєкт розроблявся протягом трьох парламентських термінів безрезультатно. В кабінеті Марін закон неодноразово блокувався Центристською партією. Марін заявила, що винесе закон на голосування в парламенті навіть без підтримки партії Фінляндського центру. 24 лютого 2023 року комітет з конституційного права проголосував 9-7 за призупинення роботи над законопроєктом, запобігаючи прийняттю закону до парламентських виборів у Фінляндії 2023 року. Під час голосування в комітеті Центристська партія проголосувала разом з консервативною опозицією, щоб заблокувати Закон про саамський парламент. В інтерв'ю на Ykkösaamu Марін висловила своє розчарування провалом законопроєкту.

### Вибори 2023 року
2 квітня 2023 року Марін визнала поразку своїм правоцентристським суперникам, Національній коаліції на чолі з Петтері Орпо, оскільки її партія посіла третє місце на парламентських виборах у Фінляндії 2023 року, поступившись NCP Орпо та націоналістичним фінам на чолі з Ріккою Пурра. Попри те, що її партія опустилася на третє місце, СДП вдалося здобути три місця на виборах і збільшити свою загальну частку голосів. Марін переобрали з рекордом округу Пірканмаа в 35 623 голоси.

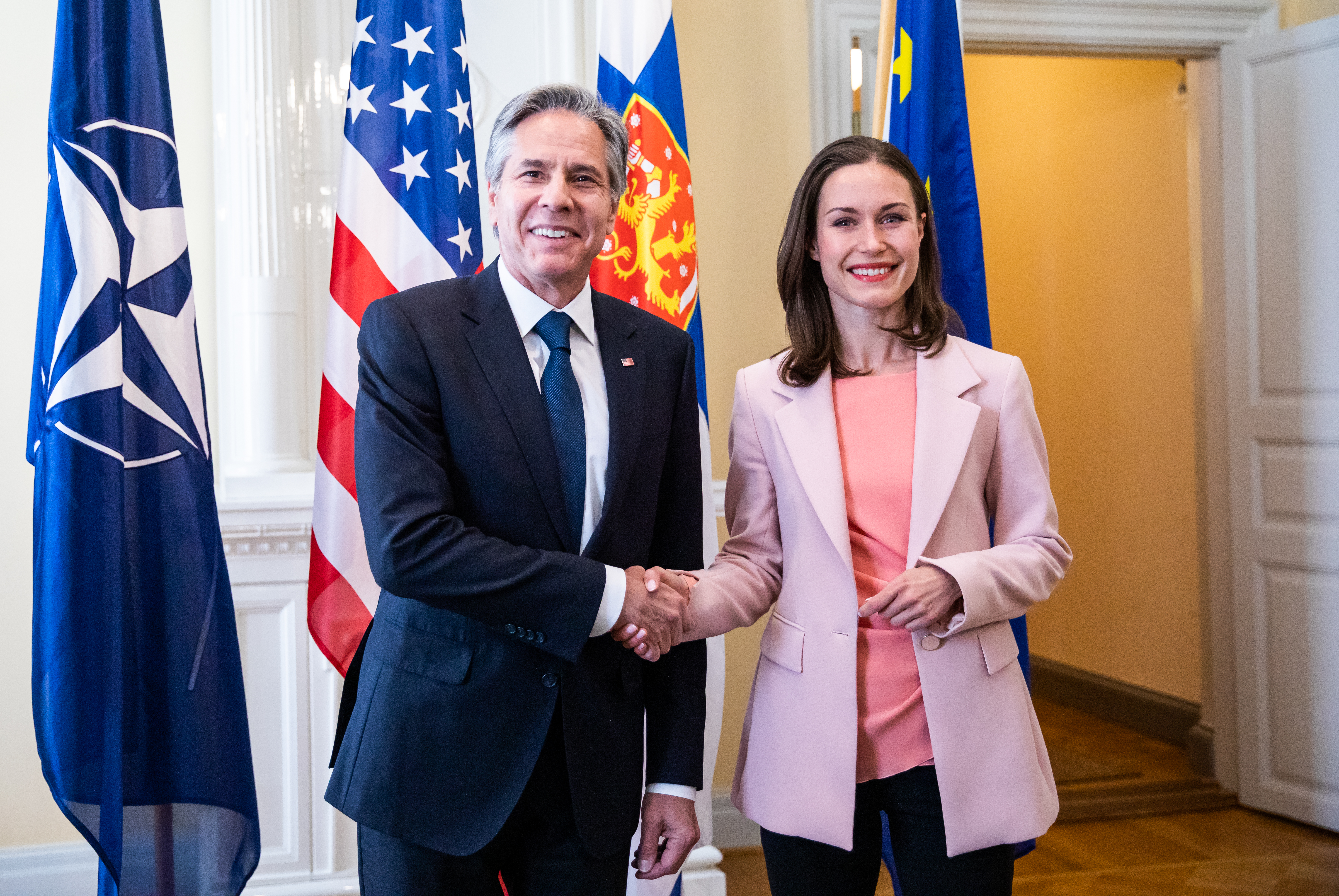
Марін та Державний секретар США Ентоні Блінкен 2 червня 2023 року

5 квітня 2023 року Марін оголосила, що піде у відставку з посади голови Соціал-демократичної партії на наступному партійному з'їзді восени. Її наступником став Антті Ліндтман 1 вересня 2023 року.

### Подальша діяльність
У 2023 році Марін заснувала компанію MA/PI Oy, через яку виставляє рахунки за свої виступи. Колишній спеціальний помічник Маріна Туулія Піткянен також є міноритарним акціонером компанії. Окрім публічних виступів, галузь діяльності компанії включає видавничу справу та консалтинг.
7 вересня 2023 року Марін оголосила про намір залишити депутатську посаду і зайняти посаду стратегічної радниці в Інституті глобальних змін Тоні Блера. 12 вересня 2023 року вона офіційно подала у відставку з парламенту Фінляндії.
28 вересня 2023 року повідомлено, що вона уклала контракт з агентством талантів Range Media Partners.
Марін підтримувала виборчу кампанію Ютти Урпілайнен і брала участь у запуску його кампанії в Гельсінкі. Через свою компанію MA/PI Oy вона підтримала виборчу кампанію Урпілайнен 50 000 євро.

### Санна Марін і Україна
У січні 2023 року Санна Марін заявила, що якби Україна була в НАТО, то Росія не напала б на неї.
У січні 2024 року Марін розпочала роботу в новій Міжнародній робочій групі з питань безпеки та євроатлантичної інтеграції України, основною метою якої є «вироблення системного погляду на тіснішу інтеграцію України в євроатлантичний простір безпеки». Групу очолюють її засновники керівник Офісу Президента України Андрій Єрмак і данський політик Андерс Фог Расмуссен. Окрім них, до робочої групи входять 15 колишніх глав держав, дипломатів і офіцерів Європи та Північної Америки (включаючи Бориса Джонсона та Гілларі Клінтон).
У середині 2024 року Марін була обраний членкинею правління щорічної конференції Ялтинської європейської стратегії в Україні .

## Особисте життя
Марін каже, що походить із «веселкової сім’ї», оскільки її виховували дві матері. Вона була першою людиною в її родині, яка відвідувала університет.
Марін має дочку, яку народила в 2018 році від колишнього партнера TPV Маркуса Райкконена . У серпні 2020 року Марін і Райкконен, яка працює у сфері комунікацій, одружилися в офіційній резиденції прем’єр-міністра Кесяранта . Їхня постійна резиденція була в районі Калева в Тампере, але під час пандемії COVID-19 вони проживали в Кесяранта. Пара подала на розлучення в травні 2023 року після 19 років спільного життя.
Марін вегетаріанка.

## Нагороди
- Список 100 Women BBC, оголошений 23 листопада 2020 року[88].
- 9 грудня 2020 за версією Forbes Марін посіла 85-е місце в списку 100 найвпливовіших жінок світу[89][90].
- 2020 — Молодий глобальний лідер Всесвітнього економічного форуму[91].
- На обкладинці тематичного випуску журналу Time «Time100 Next», у якому представлені сотні найвпливовіших лідерів із різних галузей і з усього світу[92].
- Найвпливовіші жінки світу 2022 року за версією журналу Marie Claire.[93]
- «Найкрутіший прем'єр у світі» 2022 року за версією Bild.[94]
- У грудні 2022 року Financial Times включив Марін до списку 25 найвпливовіших жінок.[95]
- На батьківщині Санна Марін отримала Великий Орден Білої троянди, 2022[96].
- Нью-Йоркський університет: Почесний доктор, 2023[97].